# Пустоловине са Дигимонима: Последња еволуција
Пустоловине са Дигимонима: Последња Еволуција (јап. デジモンアドベンチャー LAST EVOLUTION 絆, Dejimon Adobenchā LAST EVOLUTION Kizuna) јапански је аниме филм из 2020. године, који представља директан наставак серијала Пустоловине са Дигимонима 03. И у овом филму су у главним улогама Изабрана деца из оригиналне прве сезоне.
Продукцијска компанија Тоеј анимејшон је премијеру заказала за 21. фебруар 2020.

## Радња
Радња филма је смештена 5 година након догађаја из Пустоловина са Дигимонима 03.

## Улоге
| Глумац            | Улога            |
| ----------------- | ---------------- |
| Нацуки Ханае      | Таичи Јагами     |
| Јошимаса Хосоја   | Јамато Ишида     |
| Сузуко Мимори     | Сора Такеноучи   |
| Муцуми Тамура     | Коширо Изуми     |
| Хитоми Јошида     | Мими Тачикава    |
| Џуња Икеда        | Џо Кидо          |
| Џуња Еноки        | Такеру Такаиши   |
| Мао Ичимичи       | Хикари Јагами    |
| Чика Сакамато     | Агумон           |
| Мајуми Јагамучи   | Габумон          |
| Атори Шигемацу    | Пијомон          |
| Такахиро Сакураи  | Тентомон         |
| Шихоми Мизоваки   | Палмон           |
| Јунко Такучи      | Гомамон          |
| Мива Мацумото     | Патамон          |
| Јука Токумицу     | Тејлмон          |
| Фукуџуро Катајама | Даизуке Мотомија |
| Ајака Асаи        | Кјо Иноу         |
| Јошитака Јамаја   | Јори Хида        |
| Артур Лоунсбери   | Кен Ичиђођи      |
| Јунко Нода        | Вимон            |
| Коичи Точика      | Сокомон          |
| Мегуми Урава      | Армадимон        |
| Наозуми Такахаши  | Црвомон          |